# Barbara Lukesch
Barbara Lukesch (* 4. November 1954 in Dresden) ist eine Schweizer Journalistin und Sachbuchautorin.

## Leben
1957 zog Barbara Lukesch von Dresden nach Hamburg, besuchte dort die Grundschule und das Gymnasium. 1972 übersiedelte die Familie in die Schweiz. 1974 machte sie die Matura an der Kantonsschule in Zug. Von 1975 bis 1976 war sie als Primarlehrerin an der Volksschule Cham tätig. Dann studierte sie an der Universität Zürich Germanistik, Anglistik und Literaturkritik und schloss 1981 mit dem Lizenziat ab.
Parallel zum Studium unterrichtete sie im Fach Deutsch für AusländerInnen an der Berufsschule Zürich sowie Englisch am KV Zug, wo sie 1982 Lehrerin für Deutsch, Englisch und Staatskunde wurde.
Von 1984 bis 1989 war sie Redaktorin bei der Schweizer Woche. 1989 begann sie ihre Ausbildung beim Fernsehen und arbeitete von da an als freischaffende Journalistin in der Bürogemeinschaft "Presseladen". 1990 wurde sie Mutter eines Sohnes. 1993 erhielt sie den Emma-Journalistenpreis für eine Reportage über die Menstruation.
Ab 1996 liess sie sich zur Erwachsenenbildnerin ausbilden. 2000 erhielt sie eine Dozentur am Medien-Ausbildungs-Zentrum in Luzern. 2006 zog sie in die Ateliergemeinschaft Q27 im Zürcher Kreis 5 um und wurde Dozentin an der Fachhochschule Nordwestschweiz sowie am Institut für Angewandte Medienwissenschaft an der Zürcher Hochschule Winterthur. Im Oktober 2007 zog sie aus dem Q27 zurück in den Presseladen.
Sie ist verheiratet mit dem Journalisten René Staubli und lebt in Zollikon und Gais.

## Journalistische Tätigkeit
Barbara Lukesch ist freischaffende Journalistin mit Spezialisierung auf Recherchen, Reportagen, Porträts und Interviews aus den Bereichen Gesellschaft, Wirtschaft, Politik, Psychologie und Sport. Dazu kommt ihre redaktionelle Mitarbeit beim Schweizer Fernsehen, etwa für die Sendungen 10vor10, Rundschau oder Der Club.
Sie schreibt Artikel für nationale Schweizer Printmedien (etwa für Annabelle, Facts, NZZ am Sonntag, Tages-Anzeiger, Weltwoche) sowie Bücher zu Sachthemen (Aids, Sexueller Missbrauch) oder Persönlichkeiten (Niklaus Meienberg, Hanspeter Uster). Als Seminarleiterin bietet sie Firmen, Institutionen und Einzelpersonen individuelles „Textcoaching“, Öffentlichkeitsarbeit und Kurse in Interviewtechnik, Recherchieren, Schreiben, Umgang mit den Medien, in Rhetorik und Verhandlungskunst an. Als Auftragsarbeit verfasst sie Publikationen, Broschüren und Dokumentationen von Studien und Projekten.
Zusammen mit René Staubli betreibt sie seit dem Herbst 2021 das Online-Magazin ZollikerNews.

## Publikationen (Auswahl)
- Biederland und der Brandstifter. Niklaus Meienberg als Anlass (als Mitherausgeberin), Limmat, Zürich 1988
- Aids-Zeit. Ich kann nicht mehr leben wie Ihr Negativen, herausgegeben von Koni Nordmann und Heiko Sobel (Mitarbeit), Alltag, Zürich 1990, ISBN 3-905080-09-5.
- mit Ruth Ramstein: Sexueller Missbrauch. Der Fall Möriken und seine Folgen, Beobachter-Buchverlag, Zürich 2000, ISBN 3-85569-207-6.
- Fanatics. Eine Hommage an die Fans des FC Basel. Ein Fotobuch von Angelo A. Lüdin (Mitarbeit), Schwabe, Basel 2001, ISBN 3-7965-1739-0
- Läufer, Mietmaul, König. Anwälte an der Schnittstelle von Recht und Macht. 17 Porträts, hg. v. Bruno Glaus und Karl Lüönd (Mitarbeit), Orell Füssli, Zürich 2005, ISBN 3-280-06056-7
- „Es ist ein Wunder, dass es funktioniert hat“. 16 Jahre Regierungsrat: Gespräche mit Hanspeter Uster, Xanthippe, Zürich 2006, ISBN 3-9522868-8-5.
- Wie geht Karriere? Strategien schlauer Frauen, Wörterseh, Gockhausen bei Zürich, 2015, ISBN 978-3-03763-054-9.[2]
- mit Peter Schneider: «Peter Schneider, wie wird eine Ehe schön?» Gespräche über Partnerschaft und Liebe. Wörterseh, Gockhausen 2018, ISBN 978-3-03763-100-3.
- Bauernleben. Die unglaubliche Geschichte des Wisi Zgraggen, Wörterseh, Gockhausen 2018, ISBN 978-3-03763-312-0.